# 坂田孝志
坂田 孝志（さかた たかし、1957年〈昭和32年〉9月11日 - ）は、日本の政治家。元熊本県八代市長（1期）。自由民主党熊本県議会議員（6期）。

## 経歴
熊本県出身。国士館大学法学部卒。卒業後は特別養護老人ホーム事務長、国会議員秘書を経て、1995年〈平成7年〉熊本県議会議員に当選（八代郡選挙区）。3期務め、副議長を務める。
2005年〈平成17年〉合併により、新たな八代市が発足、これにともなう市長選挙に立候補し、合併前の市長の中島隆利ら3人を破って、当選する。八代市長は1期務め、2009年〈平成21年〉の市長選挙では再選を目指したが、元熊本県議会議員の福島和敏に敗れた。2015年〈平成27年〉の県議選で復帰、2018年〈平成30年〉議長に就任。2019年〈平成31年〉に無投票で5回目の当選、2023年〈令和5年〉に6回目の当選を果たした。